# Гаёк (Гомельская область)
Гаёк (бел. Гаёк) — посёлок в Нисимковичском сельсовете Чечерского района Гомельской области Беларуси.

## География

### Расположение
В 18 км на северо-восток от Чечерска, 55 км от железнодорожной станции Буда-Кошелёвская (на линии Гомель — Жлобин), 83 км от Гомеля.

### Гидрография
На реке Покоть (приток реки Сож).

## Транспортная сеть
Транспортные связи по просёлочной, затем автомобильной дороге Полесье — Чечерск. Планировка состоит из короткой прямолинейной, близкой к меридиональной ориентации улицы. Застройка деревянная, усадебного типа.

## История
Основан в начале XX века переселенцами из соседних деревень. Наиболее активная застройка приходится на 1920-е годы. В 1926 году в Нисимковичском сельсовете Светиловичского района Гомельского округа. В 1930 году организован колхоз, работала ветряная мельница. Во время Великой Отечественной войны в августе 1943 года оккупанты сожгли посёлок. 13 жителей погибли на фронте. Согласно переписи 1959 года в составе совхоза «Нисимковичи»(центр — деревня Нисимковичи).

## Население

### Численность
- 2004 год — 11 хозяйств, 26 жителей.

### Динамика
- 1926 год — 28 дворов 158 жителей.
- 1959 год — 63 жителя (согласно переписи).
- 2004 год — 11 хозяйств, 26 жителей.